# تقاطع (زیست‌شناسی)

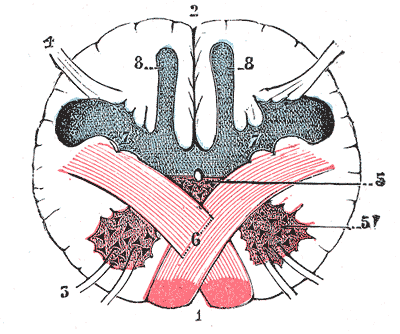
مقطع عرضی بصل النخاع در سطح تقاطع هرم‌ها

تقاطع (به انگلیسی: Decussation) در متون زیست‌شناسی و کالبدشناسی برای توصیف تقاطع یا عبور دو چیز از روی هم دیگر استفاده می‌گردد. در عددنویسی رومی، عدد ده را به صورت X نوشته و deca می‌خوانند، به خاطر همین کلمه decussatio را برای این مفهوم ساخته‌اند که از همان کلمه دکا مشتق شده است. از جمله کاربردهای این اصطلاح در پزشکی decassatio pyramidum است که در آنجا به معنای هرم‌های نخاعیست، چرا که در آنجا هم پدیده تقاطع رخ می‌دهد.

## برای مطالعهٔ بیشتر
- Why does the nervous system decussate?: Stanford Neuroblog